# Lobus pallipes
Lobus pallipes là một loài ruồi trong họ Asilidae. Lobus pallipes được Janssens miêu tả năm 1953. Loài này phân bố ở vùng nhiệt đới châu Phi.